# هوهنفلس-سینگن
هوهنفلس-سینگن (به آلمانی: Hohenfels-Essingen) یک شهر در آلمان است که در فولکانایفل واقع شده‌است. هوهنفلس-سینگن ۳۶۷ نفر جمعیت دارد.